# Fizeau (Mondkrater)
Fizeau ist ein Einschlagkrater auf der Mondrückseite.
Der Krater liegt im Süden der erdabgewandten Seite, nördlich von Zeeman, im Gebiet zwischen Minkowski im Westen und Lippmann im Osten.
Der Kraterwall ist nach innen hin terrassiert und im Südwesten durch seinen Nebenkrater Fizeau Q überlagert.
Der Kraterboden ist bis auf den Zentralberg relativ eben, der Höhenunterschied zwischen Wall und Boden liegt bei zirka 4,3 km.
Fizeau ist älter als das Mare Orientale, seine Entstehungszeit wird der früh-imbrischen Periode zugerechnet.
Fizeau hat fünf Nebenkrater:
| Buchstabe | Position            | Durchmesser | Link |
| --------- | ------------------- | ----------- | ---- |
| C         | 56,08° S, 128,91° W | 21 km       |      |
| F         | 58,19° S, 124,63° W | 19 km       |      |
| G         | 58,99° S, 124,56° W | 55 km       |      |
| Q         | 59,62° S, 136,59° W | 27 km       |      |
| S         | 58,66° S, 140,43° W | 64 km       |      |

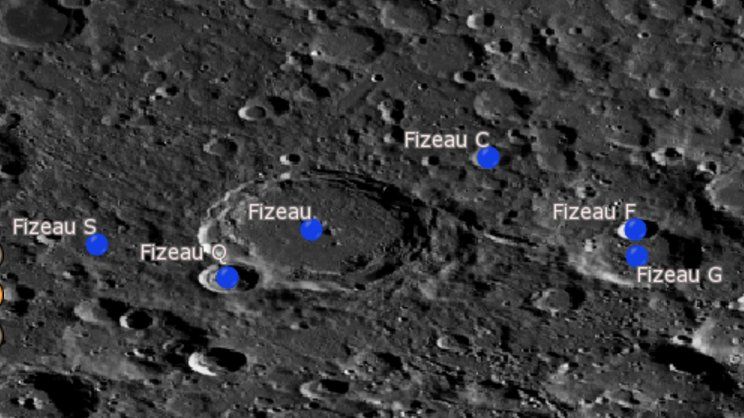
Fizeau mit seinen Nebenkratern

Der Krater wurde 1970 von der IAU offiziell nach dem französischen Physiker Hippolyte Fizeau benannt.